# Xestia ledereri
Xestia ledereri là một loài bướm đêm trong họ Noctuidae.